# 보수적 복음주의
보수적 복음주의는 기독교 근본주의에 뿌리를 둔 미국식 복음주의를 가리킨다. 메가처치(Mega-Church)로 불릴만큼 크게 성장한 교회들에게서 두드러지게 나타나며, 미국교회로부터 많은 영향을 받고 있는 한국교회에서도 나타나고 있다. 

## 특징
- 보수적 복음주의는 먼저 사회의 보수성, 사회의 안정, 그리고 건전한 사회를 선호한다. 주로 보수적 기독교인들은 성서에 나와있는데로 건전함, 경건함, 거룩함을 절대적으로 선호하기 때문에 그로인해서 자신들이 살고 있는 사회 즉 공동체가 그와같이 변해야 아름답고 질서가있는 사회가 되어 사회에 있는 모든사람들이 경건해짐으로 인해 행복한 사회가 건설되어 하나님에게 영광을 돌릴수있다고 믿는다. 주로 이에 반하는 것들인 마약, 낙태, 동성애, 도박, 매춘, 빈곤, 부패 등의 사회적 이슈의 대해서는 강력히 반대한다.
- 정치적인 입장에서는 반공주의가 강하다. 왜냐하면 역사적으로 공산주의가 집권한 나라들 대부분은 기독교도들과 기독교 신앙을 심하게 배척하고 학대하였다. 이로인해서 오늘날까지 기독교도들에게는 천적이라고도 할 수 있는 것이 바로 공산주의이다. 그로인해, 대부분의 기독교도들은 공산주의를 경멸한다. 그중에서도 보수적 복음주의 기독교도들은 반공주의가 강하다고 볼 수 있다.
- 보수적 복음주의는 타종교에 대하여 굉장히 배타적인 경우가 있다. 주로 과격주의적인 경향이 많은 이슬람같은 종교에 대하여 이러한 현상은 심한대 문제는 전세계의 있는 종교중에서도 특히 이슬람이 기독교인들을 많이 박해하고 테러를 저지르기 때문이다. 예를 들자면 9/11 사건등이나 파리에서 일어난 테러처럼.

## 같이 보기
- 복음주의